# Бородинский спиртзавод
Бородинский спиртовой завод — предприятие винокурения в г. Мценск (Орловская область; в то время - в дер. Бородинка Мценского уезда). Одна из четырёх мценских винокурен до национализации в 1920 году.

## История
Основан до 1866 года в предместье Мценска - сельце Бородинка (Синяевка) на территории господского двора.  Исторически господский двор, мельница и сельцо пренадлежали мценским купцам - Кошеваровым и Куроедовым. Винокуренный завод занимался выпуском алкогольной продукции. В Мценске с 1902 по 1912 год завод владел лавкой «Бакалея-Вино» на Широкой улице (ныне - Тургенева).
Владелец винокурни Кошеваров Иван Иванович был гласным депутатом Мценской городской думы.
26 апреля 1917 года винокурня попала в криминальные хроники.

... солдаты кинулись на винокуренный завод Селезнева, где большая часть спирта была уничтожена, но оставшаяся часть была солдатами роспита и частью доставлена в Мценск, где пьянство продолжалось; за спиртом потянулись крестьяне соседних деревень; разграбив завод Селезнева, солдаты бросились на соседние заводы - Куроедовой и Кашеваровой, но там успели до прихода солдат выпустить весь спирт; по просьбе мценского комиссара были посланы воинские части, которые возвратились обратно...

В 1920 году винокурня Кошеварова оказалась национализирована советскими властями и стала называться «Бородинский спиртзавод» в составе «Спирттреста». В 1940 году на спиртзаводе была построена собственная электростанция на 30-40 кВт. Бородинский винокуренный завод «Спирттреста» выпускал ежегодно продукции на 169,2 тысячи рублей. Число рабочих — 40 человек. 
Во время Второй Мировой войны завод не работал и вновь открылся в 1946 году. В 1956 году спиртзавод прекратил свою работу.
17 июля 1956 года на его мощностях основан Мценский механический завод. .